# Milorad Divoký
Milorad Divoký (7. listopadu 1918 Jasenovac – 1943 Koncentrační tábor Mauthausen) byl český příslušník československé armády v zahraničí, partyzán a oběť nacismu.

## Život
Milorad Divoký se narodil 7. listopadu 1918 v chorvatském Jasenovaci ve v té době vzniklém Království Srbů, Chorvatů a Slovinců, kde jeho otec František Divoký bojoval v období první světové války jako dobrovolník v srbské armádě. Jeho matkou byla místní dívka Darinka Bojovič. Rodina se přestěhovala na Slovensko, kde jeho otec sloužil na více místech jako důstojník četnictva. Milorad Divoký vychodil pět tříd obecné školy a vystudoval sedmileté gymnázium, na kterém odmaturoval. Nastoupil ke studiu na Vysoké škole obchodní, ale do odchodu do emigrace stihl dokončit pouze dva semestry. Společně s otcem a jeho dvěma četnickými kolegy Františkem Herodesem a Františkem Leskotou opustil ilegálně Protektorát Čechy a Morava a v prostoru Morávky přešel do Polska, kde 25. srpna 1939 všichni v Malých Bronovicích vstoupili do vznikajícího Československého legionu. Po vypuknutí druhé světové války a pádu Polska v září 1939 ustoupil společně s dalšími do Rumunska, odkud se přes Bejrút dostal do Francie, kde byl 10. ledna 1940 v Agde prezentován u československé armády v zahraničí. Po jejím pádu v červnu 1940 se mu nepodařilo evakuovat se do Spojeného království, přesunul se na území okupované Jugoslávie, odkud pocházela jeho matka, a zapojil se zde do boje proti Němcům. V roce 1942 byl při pokusu dostat se do Turecka zatčen bulharskou policí a předán německé moci. Byl odvezen do koncentračního tábora Mauthausen, kde v roce 1943 zahynul.

## Osudy jeho otce Františka Divokého
Otec Milorada Divokého František se v roce 1940 do Spojeného království evakuoval a zastával zde velitelské funkce u československého polního četnictva. Po skončení války sloužil u policie, po komunistickém převratu v roce 1948 opět emigroval do Spojeného království.